# ヘプチルパラベン
ヘプチルパラベン(Heptylparaben)は、4-ヒドロキシ安息香酸がヘプチルエステルとなったパラベンである。食品添加物としては、E209のE番号を持ち、防腐剤として用いられる。